# Réseau régional de cancérologie
 (juillet 2014).
Si vous disposez d'ouvrages ou d'articles de référence ou si vous connaissez des sites web de qualité traitant du thème abordé ici, merci de compléter l'article en donnant les références utiles à sa vérifiabilité et en les liant à la section « Notes et références ».
Un réseau régional de cancérologie (R.R.C.) est un opérateur de santé publique placée sous tutelle de l'Agence Régionale de Santé (ARS). 

## Missions
Il est chargé de la coordination des acteurs dans la prise en charge des malades du cancer sur l'ensemble des territoires de sa région. Dispositif sanitaire porté par les différents plans cancer et sacralisé par celui en cours (plan cancer III - 2014-2019), les missions des R.R.C. demeurent codifiées et encadrées par l'Institut National du Cancer(INCa). 
Les R.R.C. interviennent dans la politique publique de lutte contre le cancer et jouent un rôle permanent d´appui et d'expertise auprès des ARS. Concrètement, un des rôles des R.R.C. est de garantir la performance, l'efficacité et l'efficience dans l'offre régionale de soins dispensés aux malades du cancer. Autrement dit, les R.R.C. se doivent d'intervenir auprès de l'ensemble des acteurs et opérateurs publics et privés afin de porter de l'expertise, accompagner, superviser et/ou réaliser des évaluations et piloter diverses actions visant l'amélioration continue des pratiques opérationnelles qui doivent toujours positionner le patient au centre de toutes les préoccupations cliniques, structurelles et/ou organisationnelles. Les R.R.C. ont également en charge le management pluridisciplinaire des savoirs, des savoir-faire et des compétences professionnelles en cancérologie. Ils assurent la maîtrise d'œuvre des systèmes d'information et accompagnent les innovations technologiques propres au cancer (dossier communiquant en cancérologie, visioconférence de recours,...). Ils définissent et suivent la feuille de route des centres de coordination en cancérologie (3.C.) de leur région. 

## Création
Il existe un R.R.C. par région française. Cette structure bénéficie de l'exclusivité de compétence en matière de coordination de l'activité cancérologique régionale. Une fois créée par décision du directeur général de l'agence régionale de santé, le R.R.C. doit obtenir sa reconnaissance nationale qui sera matérialisée par une décision prise par le président de l'institut national du cancer et publiée au bulletin officiel de la république (Santé, protection sociale, solidarité). Les missions des R.R.C. sont spécifiées dans la circulaire DHOS/CNAMTS/INCa no 2007-357 du 25 septembre 2007 à laquelle est annexée un cahier des charges national.
Chaque R.R.C. est piloté par un Coordonnateur Régional qui définit et valide avec l'A.R.S. la stratégie opératoire régionale qu'il doit suivre pour atteindre la cible.
Les personnes morales qui portent juridiquement les R.R.C. peuvent être de droit public (Groupement d'Intérêt Public - GIP) ou de droit privé (Association loi 1901). Dans tous les cas, elles agissent indistinctement en vertu d'une délégation de service public et relèvent de l'intérêt général. Les R.R.C. jouissent d'une totale indépendance vis-à-vis des établissements de santé autorisés en cancérologie (C.H.U., C.H., C.L.R.C.C., cliniques)  afin d'éviter les conflits d'intérêts et les éventuelles ingérences.

## Procédure de reconnaissance par l'Institut National du Cancer
Pour qu'un établissement public de santé ou une clinique privée puisse être autorisé à pratiquer les traitements du cancer, y compris des actes de chirurgie, il doit impérativement et préalablement justifier de son appartenance au R.R.C. de sa région. L'Institut National du Cancer a reconnu au 1er janvier 2014 les 25 réseaux régionaux de cancérologie dont 4 en outre-mer (Martinique, Guadeloupe, Guyane, Réunion-Mayotte).
Il s'agit d'une procédure réglementaire menée par l'Institut National du Cancer en lien avec les Agences régionales de santé. Elle repose sur l'évaluation des R.R.C. conformément aux objectifs de leur référentiel national de missions. La reconnaissance nationale est accordée au R.R.C. par décision du Président de l'INCa pour une durée de trois ans renouvelable. Une fois le R.R.C. reconnu, il doit contractualiser avec l'INCa et l'ARS  (convention tripartite RRC, INCa, ARS) pour assurer le suivi de la réalisation de ses actions. Le respect de cette convention tripartite conditionne le renouvellement de cette reconnaissance qui tient compte des perspectives d'évolution des missions du R.R.C. essentiellement liées à la mise en œuvre du plan cancer III (2014-2019 annoncé par le Président de la République) en région.

## Missions réglementaires des RRC
Les Centres Régionaux de Lutte Contre le Cancer (C.R.L.C.C.), les Centres Hospitaliers Universitaires (C.H.U.), les Centres Hospitaliers (C.H.), les hôpitaux publics, les cliniques et autres structures publiques et privées qui dispensent des soins aux malades atteints de cancer (chirurgie, oncologie médicale, radiothérapie, curiethérapie,...) doivent être obligatoirement membre d'un R.R.C. et soutenir ses missions. Ce dernier s'oblige à développer du lien entre les acteurs de santé et à décloisonner les pratiques et favoriser l'amélioration de ces dernières par des concepts innovants et stratégiques.
Les cinq grandes missions des R.R.C. sont coordonnées par l'INCa au niveau national avec l'ARS à l’échelon régional :
1. promouvoir et améliorer la qualité des soins en cancérologie en diffusant notamment auprès des professionnels de santé des recommandations pour la bonne pratique clinique en cancérologie;
2. faciliter les échanges entre professionnels de santé et établissements de santé avec l'apport d'outils communs de communication au sein de la région dont le dossier communiquant en cancérologie (DCC). Le R.R.C. est responsable de la mise en œuvre du système d'informatisation régionale en cancérologie notamment en ce qui concerne les réunions de concertations plurisdiciplinaires (RCP). Il doit s'investir dans le développement des pratiques innovantes de communication informatisée et de visioconférence;
3. informer les professionnels de santé, les patients et leurs proches sur l'offre régionale de cancérologie et promouvoir l'information autour du cancer;
4. aider à la formation continue des professionnels de santé;
5. recueillir les données relatives à l'activité de soins cancérologiques et évaluer la qualité des pratiques en cancérologie;
6. mesurer et analyser l'impact des actions menées en région notamment dans le domaine de l'amélioration de la qualité des soins aux patients atteints de cancer, la coordination des acteurs et les différentes pratiques professionnelles.

Les RRC reçoivent également des commandes des A.R.S. notamment au titre de l'expertise et de l'appui en cancérologie. Les établissements de santé et les professionnels de santé de ville peuvent également solliciter l'équipe de coordination afin d'obtenir un accompagnement méthodologique ou une expertise particulière sur une prise en charge ou un mode opératoire. 
Les R.R.C. coordonnent l'activité des Centres de Coordination en Cancérologie et des réseaux territoriaux intervenant auprès des malades du cancer. Le R.R.C. bénéficie de la plus large compétence en matière d'amélioration des pratiques et de mise en œuvre des différents modes opératoires autour du patient atteint de cancer.
Le plan cancer III annoncé le 4 février 2014 par le Président de la République positionne le RRC comme une structure de coordination et d'expertise régionale en cancérologie auprès des agences régionales de santé.

## Financement
Les R.R.C. sont financés par l’État à partir du Fonds d'Intervention Régionale (F.I.R.) dont disposent les directeurs généraux des A.R.S. Ils peuvent également bénéficier de fonds publics spécifiques au plan cancer après avoir répondu à un appel à projets national. L'INCa peut également attribuer aux R.R.C. qui en font la demande des subventions dites hors appel à projet. Les établissements hospitaliers membres et les professionnels de santé de ville peuvent également contribuer à son fonctionnement par paiement d'une cotisation et/ou par mise à disposition ou détachement de personnels. Certains R.R.C. reçoivent des subventions émanant des collectivités territoriales (conseils régionaux, conseils généraux, communes,...) pour des actions précises et non pérennes. Dans tous les cas, le R.R.C. doit garantir la transparence de ses financements et prévenir les conflits d'intérêts notamment en ce qui concerne les fonds issus de l'industrie pharmaceutique. En marge de la convention tripartite INCa, A.R.S., R.R.C., ces derniers signent un Contrat d'Objectifs et de Moyens (CPOM) avec les A.R.S. qui demeurent l'autorité de tutelle et de contrôle. 

## Gouvernance
Chaque R.R.C. est dirigé par le Conseil d'Administration de la personne morale qui la porte. Placé sous l'autorité directe du représentant légal de la personne morale promotrice et gestionnaire du R.R.C. (généralement le président du CA), le Coordonnateur Régional assure en pleine autonomie le management de l'ensemble des métiers. Une fois nommé à cette fonction, il a autorité sur l'ensemble de l'équipe de coordination qu'il a préalablement constitué autour de lui. L'équipe de coordination peut comporter selon la taille du R.R.C. un assistant de coordination, un référent administratif ou médical selon le profil du coordonnateur régional, un chef de projet informatique, des attachés de recherche clinique, des psychologues,... 
Les profils des coordonnateurs régionaux actuellement en fonction sont divers (médecins, pharmaciens, ingénieurs, cadres de direction, juristes,...). Cet emploi fonctionnel de conception et de pilotage de l'action régionale autour du cancer exige incontestablement des compétences très avancées et une expertise validée en méthodologie des actions de santé publique et en management de projet. Le coordonnateur régional justifie également d´une connaissance approfondie des règles de fonctionnement des établissements de santé et des divers opérateurs fédérés. Les coordonnateurs régionaux qui assurent par ailleurs des fonctions de direction de la structure dotée de la personnalité morale doivent détenir une qualification professionnelle validée en gestion-management des organisations d'un niveau équivalent au master universitaire ou posséder un titre ou diplôme reconnu de niveau I (bac+5) et inscrit au Répertoire National des Certifications Professionnelles (R.N.C.P.).  

### Réseaux régionaux au 1/07/2019
- - ONCO AURA https://onco-aura.fr/
  - ONCOBRETAGNE https://www.oncobretagne.fr/
  - ONCOCENTRE https://oncocentre.org/
  - ONCO GUYANE http://www.oncoguyane.fr/
  - ONCO HAUTS-DE-France https://www.onco-hdf.fr/
  - ONCO NOUVELLE-AQUITAINE https://onco-nouvelle-aquitaine.fr/
  - ONCO OCCITANIE https://www.onco-occitanie.fr/pro
  - ONCO PACA-CORSE http://www.oncopacacorse.org
  - ONCOPL (Pays de la Loire) https://www.oncopl.fr/
  - ONCORIF https://www.oncorif.fr/
  - ONCO-NORMANDIE https://onconormandie.fr/
  - KARUKERA ONCO (Guadeloupe) http://cancer-guadeloupe.fr/rrc-karukera-onco/
  - PROM (martinique) http://cancer-martinique.fr/
  - RRC BOURGOGNE FRANCHE-COMTE
  - RRC REUNION/MAYOTTE https://oncorun.net/
  - RRC GRAND EST https://reseau-cancerologie-grand-est.fr/